# Pik Schewtschenko
Der Pik Schewtschenko (russisch пик Шевченко) ist ein Berg im Norden des Großen Kaukasus in der Russischen Föderation.
Der 4200 m hohe Berg im Süden des Suganskirücken (Суганский хребет) ist von Schnee und Gletschern bedeckt. Eine weitere Quelle nennt 4161 m als Höhe.

## Erstbesteigung und Namensgebung
Der Berg wurde von den Dnipropetrowsker Bergsteigern, angeführt von Alexander Semenowitsch Sjusin (Александр Семенович Зюзин; 1903–1985), die den bis dahin namenlosen Berg 1939 erstmals bestiegen, nach dem ukrainischen Nationaldichter Taras Schewtschenko benannt. Bei der zweiten Besteigung wurde 1964 zu Ehren Schewtschenkos 150. Geburtstages eine Büste des Dichters aufgestellt und seit der dritten Besteigung und ersten Winterbesteigung 1989 befindet sich, zu Ehren dessen 175. Geburtstages, eine Bronzetafel auf dem Gipfel.

## Geografische Lage
Der Gipfel befindet sich im Osten des Kabardino-Balkarien-Hochgebirgsnaturreservates. Er liegt im Südosten des Rajon Tscherekski der Kabardino-Balkarischen Republik im russischen Föderationskreis Nordkaukasus unweit der Grenze nach Georgien. Ob der Pik Schewtschenko in Europa oder Asien liegt, hängt von der Definition der innereurasischen Grenze ab.